# На валах (парк)
Парк «На валах» — парк в Галицком районе Львова (Украина), памятник садово-паркового искусства местного значения (с 1984). Общая площадь 1,9 га.
Этот небольшой парк (иногда называемый также сквером) расположен между улицами Подвальной (бывшей улице Губернаторские Валы) и Винниченко. Рядом находятся Пороховая башня и старейшее во Львове школьное здание, средняя школа № 19. Это второй самый старый парк города.
В конце XVIII здесь находились мощные городские укрепления, толщина стен достигала шести метров. После перехода Львова в состав Габсбургской монархии 1772 года стены разобрали и из всех укреплений осталась лишь Пороховая башня. В 1821 году австрийский губерниальный советник Райценгайм устроил здесь парк с прогулочными дорожками. Через большой болотистый овраг, расположенный здесь в то время, перебросили подвесной мост. В наше время старинные, почти двухсотлетние деревья создают в парке одну из самых тесных аллей в городе.